# 皮昂尼爾維爾 (愛達荷州)
皮昂尼爾維爾（英語：Pioneerville）是位於美國愛達荷州博伊西縣的一個非建制地區。該地的面積和人口皆未知。

## 地理
皮昂尼爾維爾的座標為43°58′08″N 115°50′48″W / 43.96889°N 115.84667°W，而該地的平均海拔高度為1353米（即4439英尺）。